# Нурумбал (Себеусадське сільське поселення)
Нурумба́л (рос. Нурумбал, марій. Нурӱмбал) — присілок у складі Моркинського району Марій Ел, Росія. Входить до складу Себеусадського сільського поселення.

## Населення
Населення — 143 особи (2010; 215 у 2002).
Національний склад (станом на 2002 рік):
- марі — 99 %